# コムタン
コㇺタン（朝: 곰탕）、コㇺクㇰまたはコㇺグㇰ（朝: 곰국）は、朝鮮文化の代表的な料理のひとつ。牛の肉・内臓等を長時間煮込んで作る、シンプルなスープ（グク）料理。
「コㇺタン」は、「長い時間かけて煮出す」という意の動詞「コダ（고다）」の名詞形「コㇺ（곰）」に、スープの意の漢字語名詞「タン（탕＝湯）」が付いた語である。また、「コムクク」は、「コㇺ（곰）」にス―プの意の固有語名詞「クㇰ（국）」が付いた語である。
よく似た料理でソㇽロンタン（설렁탕）がある。両者は味は似ているが、作り方には多少差があり、一般的にソㇽロンタンは骨を入れて骨髄まで煮出されているので白濁したスープに対し、コㇺタンには骨は入れず透明なスープである。また、コㇺタンは胃、小腸等の内臓肉を入れるため、ソㇽロンタンに比べ濃厚で油っこい。しかし、近年ではその違いも曖昧になっている。
バリエーションとして、鶏肉を煮込んだタッコㇺタン（닭곰탕）、牛のテールを煮込んだコリコㇺタン（꼬리곰탕）などがある。